# Lagerstroemia subcostata
Lagerstroemia subcostata es una especie de árbol caducifolio perteneciente a la familia  Lythraceae. Es originaria de Japón, Taiwán, China y Filipinas.

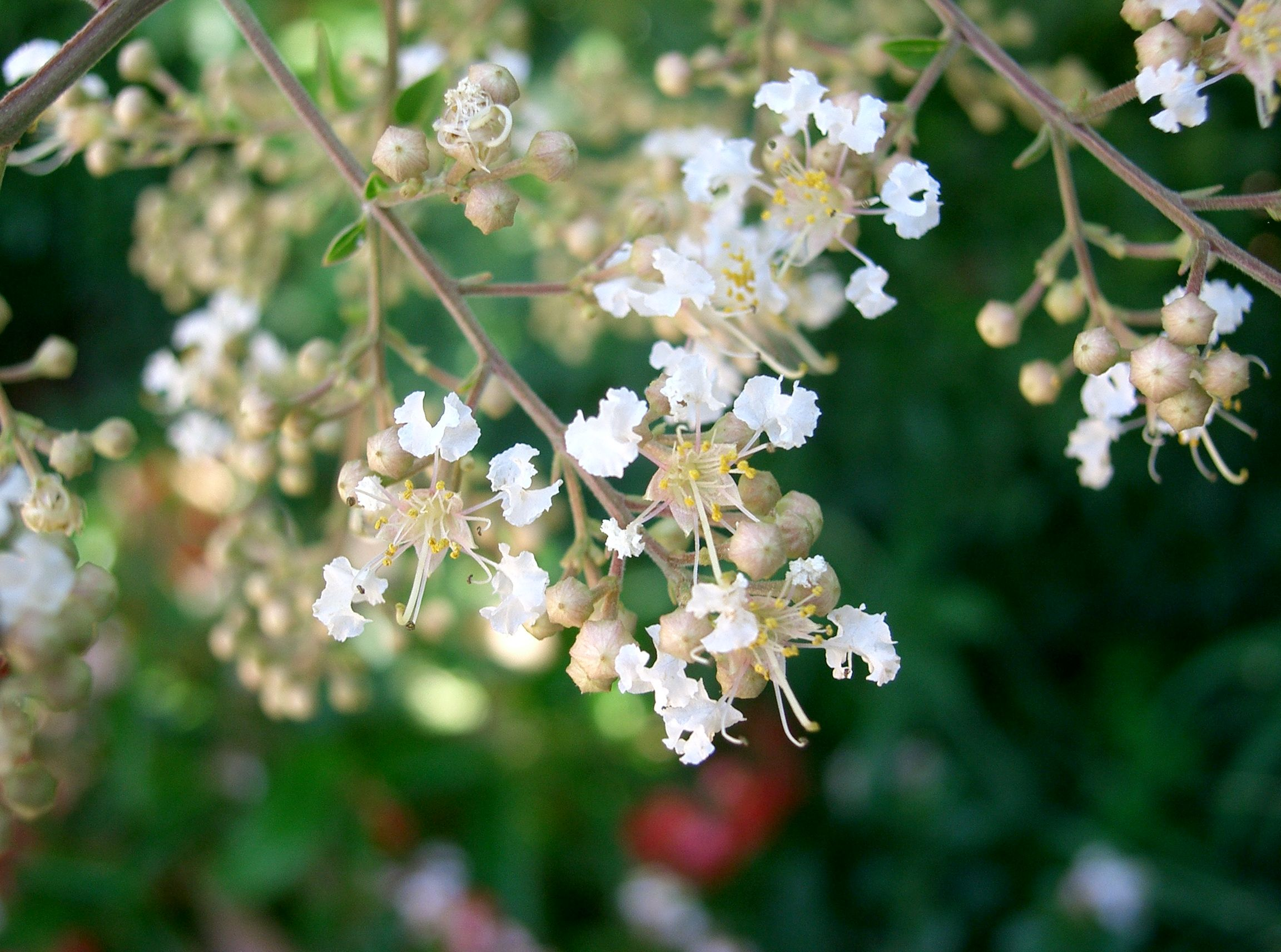
Flores

## Descripción
Son árboles o arbustos que alcanzan los 14 m de altura. Las ramillas son glabras de color gris, pubérulas o pubescentes. La hoja con pecíolo de 2-4 mm, la lámina oblonga, ovado- lanceolada, elíptica, obovado -elíptica, papirácea, con el ápice acuminado. Las inflorescencias en panículas piramidales de 7-16 (-30 ) cm, pubescentes gris-marrón. El fruto es una cápsula globosa a oblonga.

## Distribución y hábitat
Se encuentra en los márgenes de los bosques a orillas de arroyos ; en baja a media altura, en Anhui, Fujian, Cantón, Guangxi, Hunan, Hubei, Jiangsu, Jiangxi, Qinghai, Sichuan , Taiwán, Zhejiang de China y en Japón, y Filipinas.

## Sinonimia
- Lagerstroemia subcostata var. hirtella Koehne
- Lagerstroemia unguiculosa Koehne[1]